# Hendrika (schip, 1901)
De zeiltjalk Hendrika is een Nederlands varend monument uit 1902 en gebouwd op de werf Gebr. H. Appelo & Zn in Zwartsluis. Het schip voer voornamelijk tussen de noordelijke provincies en de huidige Randstad. In de Tweede Wereldoorlog heeft het schip in de hongerwinter een vaartocht met aardappelen naar Urk gemaakt. Het kwam na de oorlog in Amsterdam voor de wal te liggen. Aanvankelijk als atelierschip, later als woonboot. Vanaf 1988 is het schip gemotoriseerd en terug gerestaureerd naar de zeilende staat van weleer. Het schip heeft ligplaatsen gehad in museumhavens van Gouda en Woudrichem en heeft nu als woonschip een vaste ligplaats in de museumhaven van Gorinchem.    

## Zeetjalk
De opdrachtgever wilde waarschijnlijk varen op zee, want hij gaf opdracht om de tjalk zeer zwaar te bouwen: de spantafstand is maximaal 30 centimeter en er zijn extra verstevigingen in de kop/kont (stringers) en vlak (dubbele kolsum) aangebracht. De kop van het schip is tevens erg hoog en fors gebouwd, waardoor ook met hoge golven kan worden gevaren. Om dan te kunnen blijven sturen werd een schegzwaard of linnet gebruikt: een stalen constructie die onderaan de achtersteven kon worden neergelaten. De krachten op de helmstok werden opgevangen door een stuurtalie: lijnen die vanaf de taliescepters op de beide boorden naar het helmhout heen en terug lopen.

## Geschiedenis

### De eerste decennia (1901-1933)
De vroegste vermelding van de Hendrika is te vinden in de tweede ‘ligger’ van het Amsterdamse meetdistrict onder volgnummer 8395. Hierin staat dat de ‘dagteekening van de te waterlating’ ‘in het jaar 1901’ heeft plaatsgevonden. De eerstvolgende registratie komt uit de laatste meetbrief, waarin de eerste inschrijving in Gand (Gent) heeft plaatsgevonden op 22 november 1902 onder de naam Hendrika. Een merk met daarin het betreffende volgnummer 1013 is nog steeds te vinden in het BB-boord: GD 1013 B, waarbij ‘GD’ voor Gand staat en ‘B’ voor België (en dus niet binnenvaart!). NB: De Belgische Liggers van de Dienst scheepmeting zijn in te zien bij het Rijksarchief te Antwerpen, Inventaris van Meetbrieven 1884-1913. 
Een registratie van een in Nederlands gebouwd schip in België heeft twee mogelijke verklaringen. Het kan een en Nederlandse schipper zijn die op doorreis was in België of speciaal voor de meting naar België was gevaren. In België waren de kosten van meting minder hoog (bron: de maat genomen) en kon er mogelijk ook over meting onderhandeld worden. Een andere verklaring is dat een Belgische schipper opdracht heeft gegeven tot bouw van het schip, of van de werf of een andere eigenaar heeft overgenomen.
Volgens het kadaster wordt in 1922 ten kantore van de notaris Kluwer te Amsterdam het schip bezwaard met een schuld van f 3880,-. Schuldeiser is Pieter Hofman, scheepsexpert te Amsterdam. In 1928 wordt het hypotheekmerk (ook wel brandmerk genoemd) 1020 B Amst 1928 “op de rand van het boord bij den achtersteven S.B.-zijde“ geplaatst. In het kadaster staat deze dan omschreven als Onderneming, met als omschrijving: ‘IJz. zeiltjalkschip m/ 1 dek, 1 mast, 1 ruim, ijz. roef achterop”. IJz. staat voor ijzeren. De inhoud laadruimte’ is dan 121 m³. Eigenaar is Abram de Jonge, schipper te Heumen.Deze schuld wordt op 30 november 1933 (No 297) doorgehaald. Het waren de crisisjaren dus mogelijk gebeurde dit omdat Abraham de hypotheek niet meer kan opbrengen. Hoe dan ook: op deze dag gaat het eigendom over van Abraham de Jonge naar Pieter Hofman, en van Pieter Hofman naar Harm Krikke. 

### De Krikke-jaren (1933-1948)
Harm Krikke is koopman-winkelier te Meppel en gevestig aan de Sluisgracht 50. Op 11 december 1933 wordt in het kadaster aangetekend dat (vermoedelijk zijn broer) Jan Krikke, schipper te Meppel, het schip huurt van 19 november 1933 tot 1 november 1948. De jaarhuur bedraagt Fl 100,-. Harm is volgens overlevering de oom van Jan Krikke. In het kadaster staat aangegeven dat de huurovereenkomst inmiddels is vervallen, maar de datum ontbreekt.
Op 18 juni 1934 wordt onder volgnummer 8395 een nieuwe meting geregistreerd waarbij het merk overeenkomt met het merk aan het BB-boord: A8395N . De A staat voor Amsterdam, de N staat voor Nederland. Onduidelijk waarom er een nieuwe meting noodzakelijk was, normaliter vindt er een hermeting plaats als er iets aan het schip is veranderd. De ‘dagteekening van de te waterlating’ is ‘in het jaar 1901’. De waterverplaatsing verandert van 121 m³ naar 122,011 ton, het scheepstype is dan een tjalk en het schip heet dan de Onderneming. De eigenaar is niet geregistreerd.
In 1942 kopen twee broers (Janzoon) Jacob Krikke te Amersfoort (Grote Koppel 41) en (Janzoon) Jan Jacob Krikke te Amsterdam (Heemskerkstraat 25II), beiden werkman van beroep, het schip van hun oom. De ‘inhoud laadruimte’ wordt volgens het kadaster op 7 juli aangepast van 121 m3 naar ‘122 m3 ’.                                

### De laatste jaren als zeilend bedrijfsvaartuig? (1948-1950)
Op 5 januari 1948 koopt Gerrit Puister, schipper uit Leek het schip. Er is een Gerrit Puister bekend met geboortedatum 1891 of 1892, en zou overleden zijn in Amsterdam. In het archief van de Taxatie-Commissie (Binnenvaart-) Zee- en Luchtvaartverzekeringswet 1939 staat een vermelding van G. Puister uit Leek, maar dit betreft een ander schip: de Antje (zaak 763). Dat schip is vermoedelijk vernoemd naar de vrouw van Gerrit, Antje Vermeij (4 maart 1898), met wie hij op 28 januari 1920 trouwt. Onduidelijk voor welk doel Gerrit Puister de Onderneming heeft gekocht.

### Atelier-schip(1950-1952)
Een registratie in de Nederlandse leggers volgt op 20 juli 1950, eveneens in Amsterdam (meetnummer A14216N, volgnummer 14216). Het schip heet dan de Ulft, volgens overlevering  zou dat Vlaams voor klomp zijn, een verwijzing naar de markante vorm van het schip. Het scheepstype is dan verandert van tjalk in atelierschip. Volgens de ligger is de eigenaar N. Schriever. De waterverplaatsing is veranderd naar 6,724 ton. Opvallend is verder dat het bouwjaar opeens een jaar verschoven wordt naar 1902.
25 oktober 1950 verschijnt er een advertentie in het Algemeen Handelsblad waarin het schip ‘de Ulft” aan het Jaagpad in Amsterdam genoemd wordt. De Ulft heeft in ieder geval onder de volgende eigenaar (Niermans) het Jaagpad als ligplaats gehad. Het schip heeft vermoedelijk tot 1988 op het Jaagpad gelegen.

Op 3 november 1950 wordt deze naamswijziging ook doorgevoerd in het kadaster. Dan zijn naast Nicolaas Schriever ook Anne Henriette Bouquet en A. Resoort eigenaren. De ‘inhoud laadruimte’ wordt dan aangepast naar 45,011 m3

## Liggers Scheepmetingsdienst[3]
| Meetnummer | District en volgnr. | Meetdatum    | Meetplaats | Lengte [m] | Breedte [m] | Inzinking [m] | Waterverplaatsing [ton] | Naam        | Eigenaar     | Domicilie |
| ---------- | ------------------- | ------------ | ---------- | ---------- | ----------- | ------------- | ----------------------- | ----------- | ------------ | --------- |
| A8395N     | Amsterdam           | 18 juni 1934 | Amsterdam  | 23,07      | 4,72        | –             | 122,011 ton             | ONDERNEMING | -            | –         |
| A14216N    | Amsterdam           | 20 juli 1950 | Amsterdam  | 23,07      | 4,72        | 0,68          | 6,724                   | DE ULFT     | N. Schriever | Amsterdam |